# Ponikve (uvala)
Uvala Ponikve je majhna, z vseh strani zaprta pretočna kraška uvala, ki leži pod pobočji Krima v zaledju Ljubljanskega barja, južno od vasi Preserje.
Uvala meri okrog 16 ha. Na njenem južnem robu je več kraških izvirov, kjer izvira voda, ki se steka s pobočij Krima in z rakiškega polja. Voda v obliki manjšega potoka teče po okljukih čez polje in ponikne na severnem robu. Nato teče pod površjem okrog 1200 m in se ponovno pojavi na robu Ljubljanskega barja pod vasjo Kamnik, kjer se na koncu izliva v Ljubljanico. Ob močnejših padavinah (nekajkrat na leto) uvala poplavi.